# Neothroacocotyle coryphaenae
Neothroacocotyle coryphaenae är en plattmaskart. Neothroacocotyle coryphaenae ingår i släktet Neothroacocotyle och familjen Gastrocotylidae. Inga underarter finns listade i Catalogue of Life.